# 水神社 (大仙市)
水神社（すいじんじゃ）は、秋田県大仙市にある神社。

## 祭事
- 1月16日：初お篭り
- 4月上旬：春まつり
- 7月上旬：虫まつり
- 8月17日：例祭
- 11月23日：秋まつり
- 12月16日：末まつり

## 歴史
- 1677年（延宝5年）：線刻千手観音等鏡像が発見され、これを祀るため水神社が建立される。
- 1938年（昭和13年）：線刻千手観音等鏡像が旧・国宝保存法に基づく国宝（現行法の重要文化財に相当）に指定される。
- 1953年（昭和28年）：線刻千手観音等鏡像が文化財保護法に基づく国宝に指定される。

## 文化財

### 線刻千手観音等鏡像

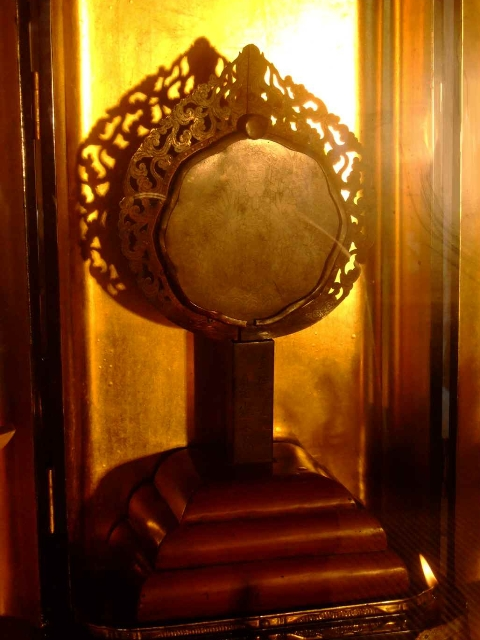
線刻千手観音等鏡像

現在秋田県唯一の国宝であり水神社の神体であるこの鏡は、もともとこの神社に奉納されるために作られたのではなく、工事中に偶然発見されたものである。
1677年（延宝5年）玉川から窪堰川まで水路（下堰）を引いている途中、野中村三采女谷地（みむねやち）の地中1.5mから古鏡が発見され藩主の佐竹義処に差し出したところ、堰神として祀るようにと言われた。そのためこの水路を掘っていた草彅理左エ門が水神社を創建し奉納した。
1938年（昭和13年）7月4日、「瑞花蝶鳥八稜鏡（ずいかちょうちょうはちりょうきょう）」の名称で旧国宝保存法に基づく国宝（現行法の重要文化財に相当）に指定され、1953年（昭和28年）11月14日には「線刻千手観音等鏡像（せんこくせんじゅかんのんとうきょうぞう）」の名称で文化財保護法に基づく国宝の指定を受けた。その後11月14日は発見地中仙町の町の記念日となった。
「鏡像」とは、金属製の鏡の表面に仏・菩薩などの像を線刻等で表したものである。
本作品の鏡の直径は13.5cm、厚さ7mm、重さ520gの白銅製。鏡面には細い線で仏像が彫られている。
鏡面中央には蓮台に立った十一面千手観音像を表し、左右に眷属8体、向かって右下に婆藪仙人（ばすせんにん）、左下に功徳天が配されている。
鏡背は中央につまみがありそれを囲むように蝶、鳥、さらにその外側に宝相華が表されている。
鏡背の模様の上には「仏師僧 崇紀 大趣具主延暦僧仁祐　女具主藤源安女子」の線刻銘がある。
作風や銘文から、鏡自体は平安時代初期、線刻は平安時代後期（11世紀）の制作と推定される。
銘文中の「仏師僧崇紀」（鏡面の線刻を行った僧）については不詳。
「具主」は「旦主」すなわち施主の意であり、「延暦僧仁祐」は11世紀半ばに延暦寺で活動した同名の学僧に比定される。
「藤源安女子」は「源安の娘」の意であり、源安（みなもとのやすし）は源綱（渡辺綱）の孫にあたる武士である。
線刻千手観音像等鏡像を見られるのは年に一度の例祭の中で公開される僅か一時間ほどであるが、レプリカは中仙市民会館に常時展示されている。
現物は本殿に保管されていたが、環境が悪かったため2007年11月16日本殿奥に新たに建造された専用の保管庫に移された。

### 水神社の杉
水神社の鎮守の森は1679年（延宝7年）に植えられたスギ等で構成されており、そのうち4本のスギが大仙市の天然記念物に指定されている。

## 交通
- JR 田沢湖線 羽後長野駅（最寄り駅）
  - 秋田県道306号豊岡長野線 - 秋田県道11号角館六郷線約5km
- 駐車場有り